# 운터젠
운터젠(Unterseen)은 스위스 베른주에 있는 인터라켄-오버하슬리에 속한 역사적 자치체이다.
운터젠은 글자그대로 하자면, 저지대 호수(Lower Lake)를 의미한다. 독일어로 ‘운터(unter)’는 ‘아래에’를 뜻하고, ‘젠(seen)’은 ‘호수’를 의미한다.(현대 독일어는 –제 see) 운터젠은 툰 호수의 동쪽 기슭의 평지에 위치해 있다. 북쪽으로 치엔베르크강 아래의 롬바흐강, 남쪽으로는 아레강 사이의 두 수로 사이에 있고, 이 두 강 모두 툰 호수로 흘러 들어간다. 그러나 이 역사적인 마을은 주로 아레강의 북쪽 강 언덕에서 발견된다. 강은 브리엔츠호에서 툰호로 흐른다. 아레강 건너편에는 인터라켄 마을이 있다. 두 지방 자치체 모두 가파른 산들 사이에 있는 평평한 충적지에 위치해 있으며, 뵈델리(Bödeli)라고 불렸다.
2014년을 기준으로 23,300명의 주민이 살고 있고 소규모 복합체 인터라켄(Interlaken)에 속해 있다.
인터라켄과 함께 운터젠도 베른고원의 중요한 관광지로, 소위 알프스 3대봉이라고 일컫는 아이거, 묀히, 융프라우를 한눈에 볼 수 있다.

## 역사
사람이 거주한 가장 오래된 흔적은 신석기 시대로 신석기가 발견되고 있다. 2세기에는 로마 제국의 묘지가 이 근처에 만들어졌다. 중세 전기의 무덤이 있기 때문에 그 무렵에는 거주자가 있었고, 중세 성기까지는 3개의 성채가 쌓여 있다. 1133년에 인터라켄 수도원이 아레강의 해안에 세워지기 전에 이 땅은 ‘인터라쿠스’(Interlacus)라고 불렸다. 인터라켄 마을은 이 수도원을 중심으로 발전해 갔다. 1239년에는 ‘인더라펜 마을’(villa Inderlappen)이라 불렸으며, 1280년에는 ‘인터라켄 시’(civitas Inderlappen)로 표기했다.

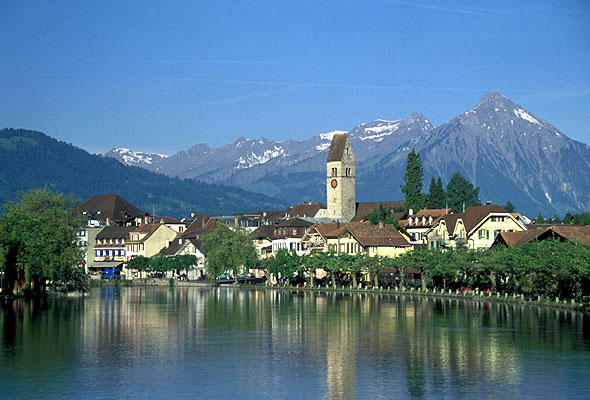
운터젠 옛 시가

운터젠의 도시는 1279년 6월 13일에 합스부르크 가문의 루돌프 1세가 에센바흐-오버호펜 가문의 벨토르트 3세 남작에게 두 호수 사이에 성채를 짓도록 허용한 것으로 시작되었다. ‘운터젠’이라는 이름의 운터(unter)는 중세 독일어로 ‘사이에’, 젠(seen)은 ‘호수’를 의미했기 때문에, 이것이 도시명의 기원으로 유래했다. 이 허가 합의 속에서 요새는 도시행정권을 부여받고 있었다. 1281년경, 인터라켄과 운터젠은 모두 ‘인더라펜 혹은 운터제펜시’(stat ze Inderlappen oder Undersewen)로 불렸으며, 1291년에는 ‘운터제벤이라 불리는 인터라펜’(Inderlappen, genant Undersewen)이라고 하였다.
이렇게 지어진 바이세나우성(Weissenau)과 후세의 노이하우스, 그리고 운터젠 자체가 알프스 각지를 잇는 요지로 전략적으로도 중요한 장소였다. 또한 바이세나우성과 인터라켄 수도원, 그리고 운슈푼넨성(Sunspunnen)에 거주하고 있는 운슈푼넨 삼자의 지배권이 복잡하게 얽혀 있었다. 그래서 싸움이 끊이지 않았다. 외부에서는 오스트리아 방면의 합스부르크 가문과 옛 스위스 연방 측 베른이 영향력을 가지고 있었다. 운터젠의 성채는 현지 귀족에 의해 건설되었지만, 강대해지는 수도원의 세력을 억제하고, 또 아레강에 놓은 다리의 지배권을 얻기 위해 암투가 일어났다. 인터라켄 수도원과의 분쟁 중에 건립된 신흥 도시 운터젠은 일찍부터 베른이 뒷배경이 되어주기를 요청했다. 1386년 젬파흐 전투에서 구 스위스 연방이 승리하자 마을들은 베른의 통치하에 들어갔고, 베른의 관리관이 부임하였다.
종교 개혁기 동안 운터젠은 인터라켄 수도원에 맞서 베른에 붙었다. 베른은 1191년에 건설된 신흥 도시였지만, 로마 교황과 오랜 논의 후 로마 카톨릭에서 이탈하고 있어, 마침내 인터라켄 수도원을 지배하에 두었다. 그때 베른은 수도원이 남긴 영지에 세금을 쏟았기 때문에, 1528년 베른고원의 불평분자들이 봉기했지만, 운터젠은 이 봉기에서 빠졌다. 봉기군은 하슬리탈과 운터발덴으로 나아갔고, 베른군은 운터젠으로 들어가려고 했다. 10월 29일 봉기군은 운터젠을 점령했지만, 베른군이 툰 호수에서 상륙했였고, 운터젠 주민도 비협조적이었다. 때문에 봉기군은 10월 30일 밤 운터젠과 베델리에서 철수했다. 베른에 대한 충성의 결과, 운터젠은 수도원이 남긴 영지 중 알프제피넨(Alp Sefinen)의 소유권을 인정받았다.

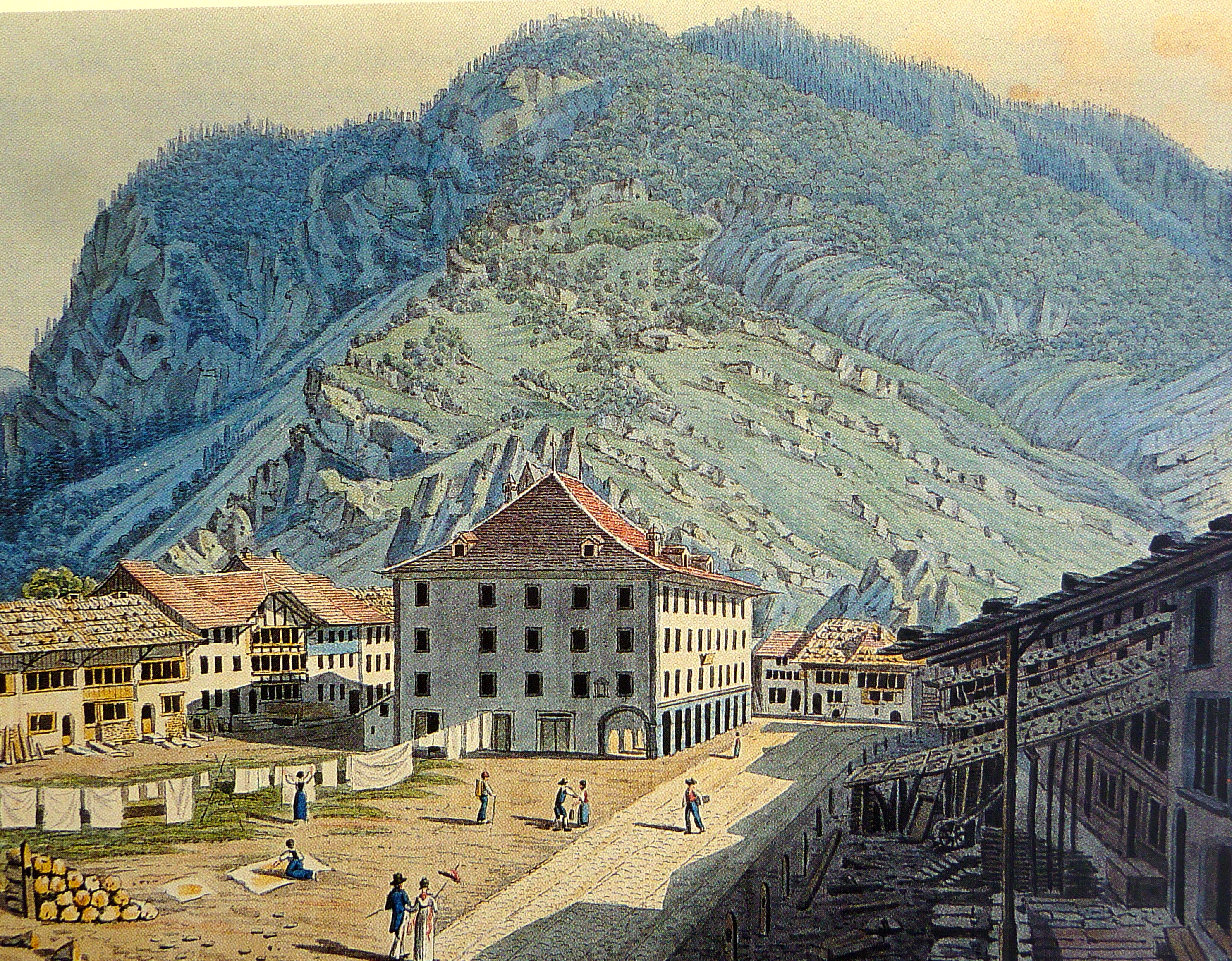
1819년의 운터젠 그림

1364년 수도원 물레방아에서 불길이 치솟아 운터젠 대부분이 소실되었다. 1470년에는 또다시 대규모 화재가 발생해 베른 정부는 시청사를 중심으로 도시를 재건했다. 교회당이 최초 기록된 것은 1353년인데, 이 불로 소실되었다가 불이 난 뒤 같은 해에 재건되었다. 현재의 교회는 무너진 낡은 건물의 일부를 이용하여 1852년에 지은 것이다.
헬베티아 공화국이 건국되면서, 운터젠은 베른의 봉건제 부활에 대한 저항의 중심지가 되었다. 1805년과 1808년에 기획된 운슈푼넨 축제는 도시 주민과 교외 주민과의 화해를 의도한 것이었다. 그러나 이것은 의도와는 다른 결과를 가져왔고, 정부는 이러한 축제를 금지했다. 1815년에 일어난 인터라켄 소요에는 많은 운터젠 시민이 가세했다. 19세기 초, 도시를 둘러싼 벽과 해자가 파괴되었고, 1855년에는 문이 철거되었다.
18세기 중반부터 시작된 관광업의 급성장에 운터젠도 중요한 역할을 했지만, 나중에 그 역할 대부분이 인터라켄에 넘어갔다.

## 지리

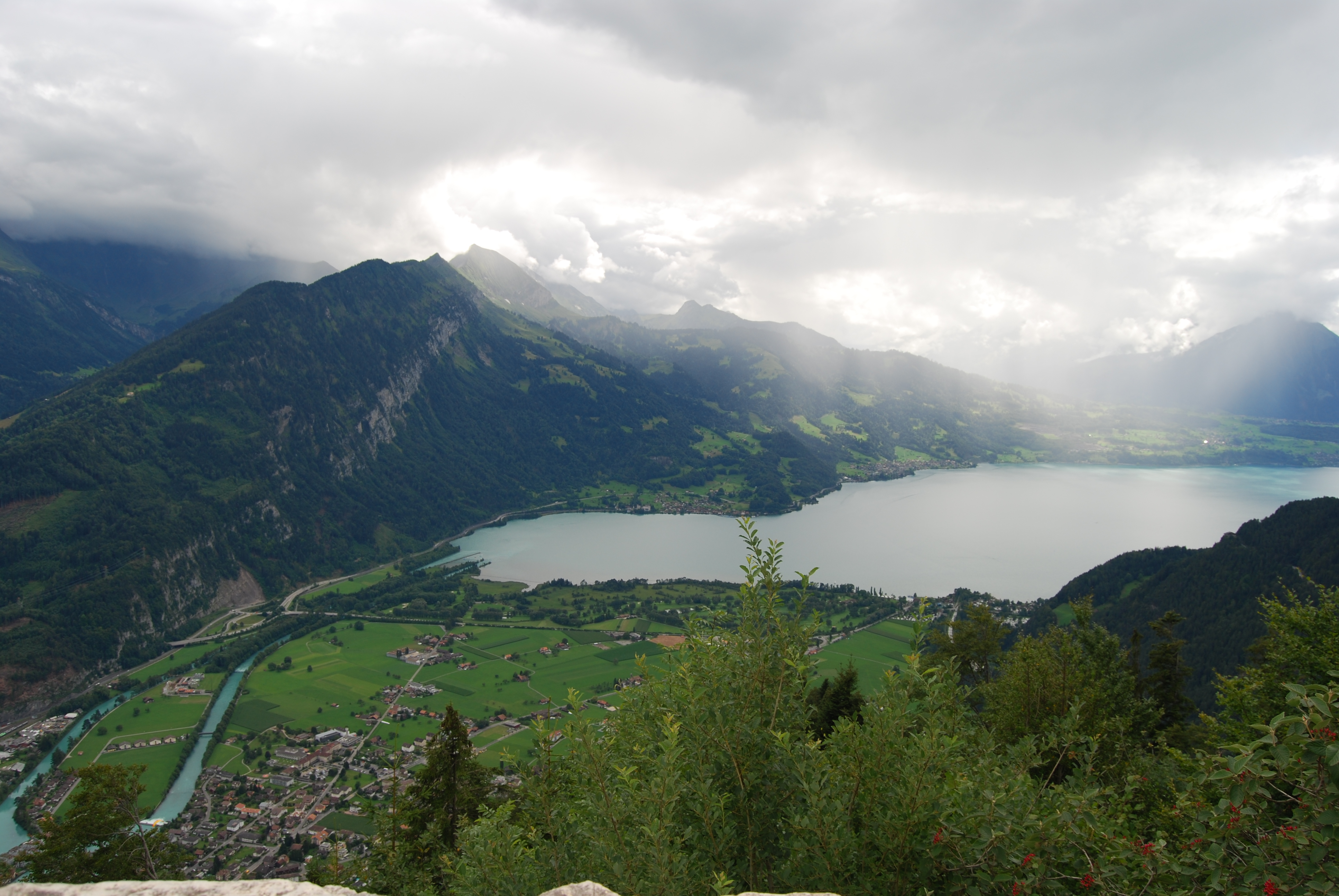
운터젠 (아레강 동쪽)과 하더쿨름에서 오는 아레강

운터젠의 면적은 13.99 km2이다. 이 중 전체 면적의 18.2%인 2.55km2가 농업용이며, 60.1%인 8.43km2가 산림용이다. 나머지 지역 중 2.15km2 (15.3%)는 건물이나 도로, 0.36km2 (2.6%)는 강이나 호수, 0.57km2 (4.1%)는 불모지이다.
건설 면적 중 주택과 건물이 5.8%, 교통 인프라가 3.2%를 차지했다. 공원, 그린벨트, 운동장이 5.5%를 차지했다. 전체 면적의 58.6%가 산림이고 1.5%는 과수원이나 작은 나무 군락으로 덮여 있다. 농경지 중 5.7%는 작물 재배에, 11.8%는 목초지에 사용된다. 시의 물 중 0.2%는 호수에, 2.4%는 강과 하천에 있다. 비생산적인 지역 중 2.7%는 비생산적인 식물이고 1.4%는 식물에게 너무 바위가 많다.
운터제인은 행정구역상 툰 호수와 브리엔츠 호수 사이에 있는 뵈델리(Bödeli)라는 충적지에 위치해 있다. 이곳은 인터라켄에서 북쪽으로 아레강 맞은편에 해당하는 위치이다. 툰 호수에 가까운 시골 지역, 강안, 운터레스 스타트펠트(Unteres Stadtfeld)의 골프 코스, 델레보데(Délebode), 치엔베르크(Chienberg), 하더(Harder)의 가파른 산허리에 흩어져 있는 정착지와 숲으로 구성되어 있다.
2009년 12월 31일 시할구였던 암츠베지르크 인터라켄이 해체되었다. 2010년 1월 1일, 새로 창설된 베르발퉁슈크레이스 인터라켄-오버하슬리에 편입되었다.

## 경제
2011년 기준 운터젠은 1.72%의 실업률을 기록했다. 2008년 기준으로 2,243명이 근무하고 있다. 이 중 1차 경제 분야에 종사하는 인원은 63명, 이 부문에 종사하는 사업체는 21개 정도였다. 2차 부문에는 397명, 이 부문에는 50개 사업장이 있었으며 3차 부문에는 1,783명이, 이 부문에는 178개 사업장이 고용하고 있었다. 자치단체에는 2,725명의 주민이 고용되어 있으며, 이 중 여성이 전체 노동력의 47.2%를 차지하고 있다.
2008년에는 총 1,754개의 정규직이 있었다. 1차 부문의 일자리는 40개로 이 중 농업과 어업 분야가 39개로 가장 많았다. 2차 부문의 일자리는 355개로 이중 제조업은 240개(67.6%)가, 건설업은 108개(30.4%)가 가장 많았다. 3차 부문의 일자리 수는 1,359개였다. 3차 부문은 도소매 판매 또는 자동차 수리업 174명(12.8%), 호텔 또는 음식점업 237명(17.4%), 정보산업에는 28명(2.1%), 보험 또는 금융업에는 72명(5.3%), 기술 전문가 또는 과학자 55명(4%), 교육에는 588명(43.3%)이 건강 관리에 종사했다.
2000년을 기준으로 운터젠에는 1,125명의 시내 통근 근로자와 1,761명의 시외 통근근로자가 있었다. 지자체는 근로자 순수 전입으로 1명씩 들어올 때마다 약 1.6명의 근로자가 시군으로 전출한다. 근로인구 중 11.5%가 출근할 때 대중교통을 이용했고, 35.2%는 자가용을 이용했다.

## 인구

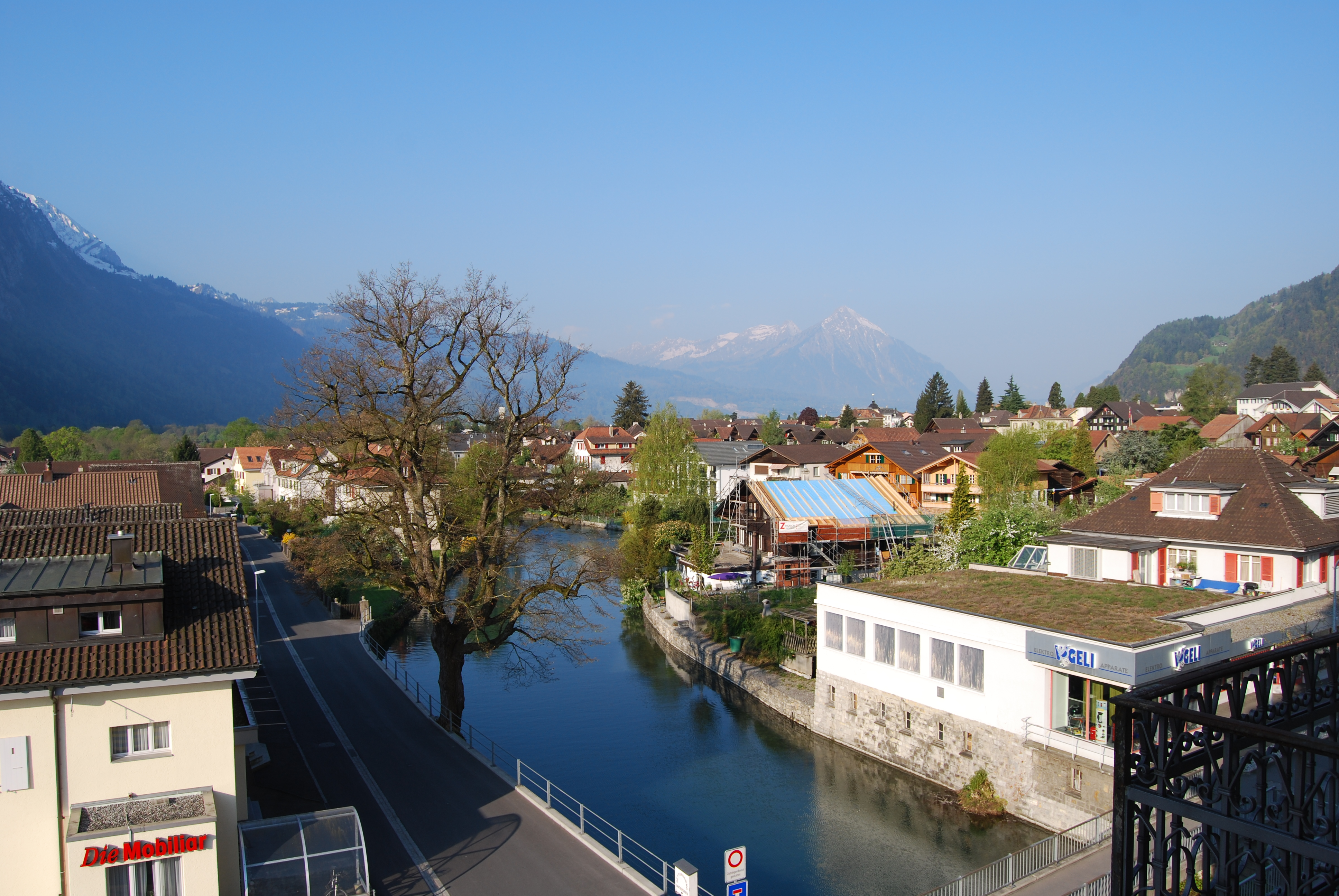
운터젠의 주거 지역

2020년 12월을 기준으로 운터젠의 인구는 5,760명이다. 2010년 기준으로, 인구의 14.5%가 거주 외국인이다. 지난 10년(2000-2010) 동안, 인구는 11.1%의 비율로 변화했다. 이주가 11.1%를 차지했고 출생과 사망이 -0.9%를 차지했다.
인구의 대부분이 독일어(4,636명, 89.1%)를 사용하며, 포르투갈어가 두 번째(110명, 2.1%), 이탈리아어가 세 번째(105명, 2.0%)이다. 프랑스어를 사용하는 45명과 로만슈어를 사용하는 2명이 있다.
2008년 기준으로 인구는 남성 47.4%, 여성 52.6%이다. 인구는 2,199명의 스위스 남성(40.0%)과 406명의 비스위스계 남성(7.4%)으로 구성되어 있다. 스위스 여성은 2497명(45.5%), 비스위스계 여성은 390명(7.1%)이었다. 2000년에는 전체 인구 중 약 25.3%인 1,314명이 운터젠에서 태어났다. 2091명(40.2%)이 같은 주에서 태어났으며, 755명(14.5%)은 스위스 밖에서 태어났으며, 843명(16.2%)은 스위스 밖에서 태어났다.
2010년 기준으로 어린이와 청소년(0-19세)은 전체 인구의 18.2%, 성인(20-64세)은 61.4%, 노인(64세 이상)은 20.4%를 차지한다.

2000년 기준으로, 지자체에는 2,088명의 미혼자와 결혼 경험이 없는 사람들이 있다. 결혼한 사람은 2,370명, 미망인 또는 미망인 419명, 이혼한 사람은 324명이었다.
2000년 현재 1인 가구 949가구, 5인 이상 가구 111가구가 있다. 2000년에는 총 2,306가구(전체의 85.7%)가 영구 입주했으며, 계절별 입주 아파트는 273가구(10.1%)가, 빈 아파트는 113가구(4.2%)였다. 2010년 기준 신규 주택 건설률은 주민 1000명당 9.7호이다. 2011년 시의 공실률은 0.06%였다.
역사적 인구는 다음의 도표와 같았다.

## 국가중요문화재
운터젠 옛 시가지와 바이세나우성(Weissenau Castle)의 유적지는 국가적으로 중요한 스위스 문화유산으로 등재되어 있다. 운터젠 마을 전체가 스위스 문화유산 목록에 포함되어 있다.

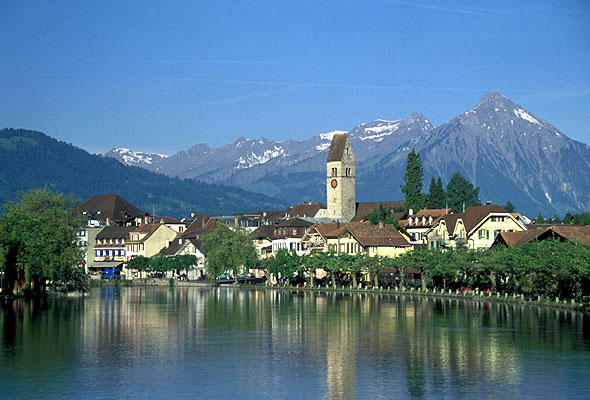
운터젠 옛 시가지
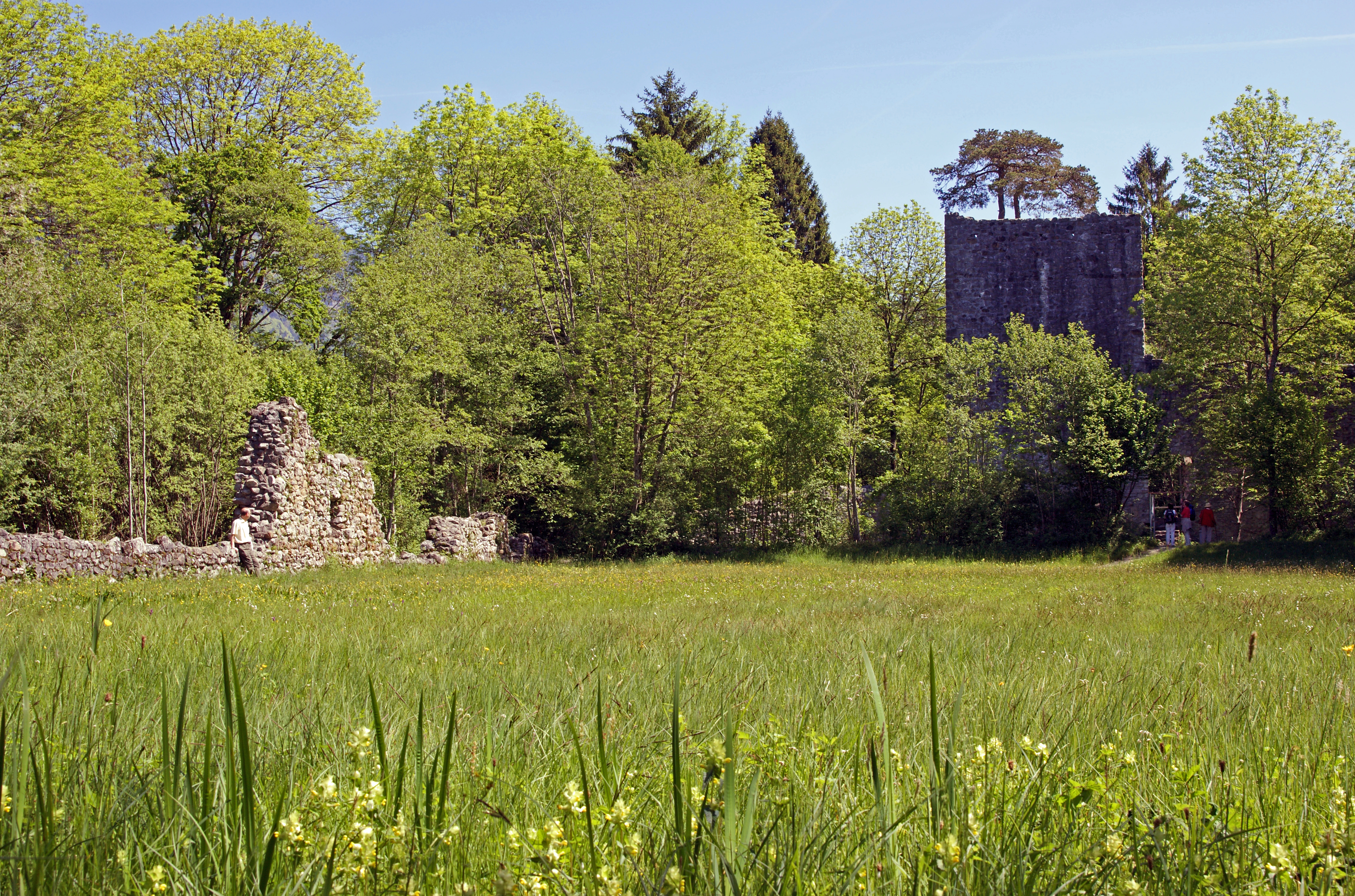
바이세나우 유적